# Sede do Corpo dos Bombeiros da Bahia
Sede do Corpo dos Bombeiros é um edifício público localizado no Centro de Salvador, capital do estado da Bahia, e onde está sediado o Corpo de Bombeiros Militar da Bahia (CBM-BA). Foi inaugurado em 29 de março de 1917. Dada a sua importância histórica, no ano de 2010, o prédio passou pelo processo de tombamento histórico junto ao Instituto do Patrimônio Artístico e Cultural da Bahia (IPAC), órgão do governo estadual baiano que visa a conservação do patrimônio histórico do estado.
A edificação é o quartel central dos dombeiros do estado, abrigando três unidades administrativas (o Comando Geral, o Subcomando Geral e a Coordenadoria de Inteligência) e uma unidade operacional, o 1.º Grupamento de Bombeiros Militar do CBM-BA.

## História
Até à segunda metade do século XIX, a cidade de Salvador era desprovida de um corpo de bombeiros, regularizado e organizado nos moldes estatais. No ano de 1883, apesar dos esforços empregados para a regularidade de um corpo de bombeiros, à cidade ainda não possuía uma instituição regularizada — e sua ausência representava um déficit gravíssimo no município.
Com o avanço do desenvolvimento soteropolitano e o desenvolvimento burocrático em Salvador, em 29 de março de 1917, no aniversário do primeiro ano de governo de Antônio Muniz Sodré de Aragão, foi inaugurado o quartel do Corpo de Bombeiros de Salvador, localizado na Praça dos Veteranos, na região central da cidade. Desde sua fundação no ano de 1917, o prédio abriga toda a parte burocrática do corpo de bombeiros, além dos caminhões do corpo e outras ferramentas de trabalho, como extintores. A instalação ocupa um grande casarão pintado de vermelho na Barroquinha, centro de Salvador.
No ano de 2014, o prédio sofreu um incêndio sem algum dano à estrutura do prédio, sendo controlado rapidamente pelo corpo de bombeiros.